# الحركة الديمقراطية البرازيلية
الحركة الديمقراطية البرازيلية (بالألمانية: Movimento Democrático Brasileiro) هو حزب سياسي برازيلي، أسس في 5 أبريل 1965، وحل في 20 ديسمبر 1979.

## أعضاء بارزون
- كود سباركل
- تحديث القائمة

- Waldir Pires (1979 - 1979)
- Henrique Meirelles
- Adalgisa Nery
- روبرتو جيفرسون
- ألبرتو غولدمان (1980 - 1997)
- Eduardo Suplicy
- Raul Jungmann
- Israel Klabin
- Ivete Vargas
- Luiz Pinto Ferreira